# West Tisbury
West Tisbury és una població dels Estats Units a l'estat de Massachusetts. Segons el cens del 2007 tenia 2.628 habitants.

## Demografia
Segons el cens del 2000, West Tisbury tenia 2.467 habitants, 1.034 habitatges, i 668 famílies. La densitat de població era de 38,1 habitants/km².
Dels 1.034 habitatges en un 35,1% hi vivien nens de menys de 18 anys, en un 49,4% hi vivien parelles casades, en un 11,3% dones solteres, i en un 35,3% no eren unitats familiars. En el 26,9% dels habitatges hi vivien persones soles el 7,1% de les quals corresponia a persones de 65 anys o més que vivien soles. El nombre mitjà de persones vivint en cada habitatge era de 2,38 i el nombre mitjà de persones que vivien en cada família era de 2,89.
Per edats la població es repartia de la següent manera: un 25,7% tenia menys de 18 anys, un 4,4% entre 18 i 24, un 27,4% entre 25 i 44, un 32,4% de 45 a 60 i un 10,1% 65 anys o més.
L'edat mediana era de 41 anys. Per cada 100 dones de 18 o més anys hi havia 93,3 homes.
La renda mediana per habitatge era de 54.077 $ i la renda mediana per família de 59.514$. Els homes tenien una renda mediana de 42.813 $ mentre que les dones 29.907$. La renda per capita de la població era de 31.021$. Entorn de l'1,6% de les famílies i el 2,4% de la població estaven per davall del llindar de pobresa.